# The Back Room
The Back Room is het debuutalbum van de Britse indierockband Editors. Het album kwam uit op 25 juli 2005.
Van de cd is ook een gelimiteerde 2cd-versie uitgekomen. Deze had het reguliere album met nummers plus een extra cd, Cuttings, met onderstaande zes b-sides.

## Nummers
| 1.                 | Lights                   | 2:31 |
| 2.                 | Munich                   | 3:46 |
| 3.                 | Blood                    | 3:29 |
| 4.                 | Fall                     | 5:06 |
| 5.                 | All Sparks               | 3:33 |
| 6.                 | Camera                   | 5:02 |
| 7.                 | Fingers in the Factories | 4:14 |
| 8.                 | Bullets                  | 3:09 |
| 9.                 | Someone Says             | 3:13 |
| 10.                | Open Your Arms           | 6:00 |
| 11.                | Distance                 | 3:38 |
| Totale duur: 43:48 |                          |      |

| Nr. | Titel                             | Duur |
| --- | --------------------------------- | ---- |
| 12. | Let Your Good Heart Lead You Home | 4:38 |
| 13. | You Are Fading                    | 4:30 |
| 14. | Crawl Down the Wall               | 3:34 |
| 15. | Colours                           | 3:51 |
| 16. | Release                           | 5:44 |
| 17. | Forest Fire                       | 3:00 |

## Singles
Van dit album komen de volgende singles:
- Blood - 11 juli 2005
- Bullets - 26 september 2005
- Munich - 2 januari 2006
- All Sparks - 27 maart 2006